# Assú
Açu (ver ortografia) é um município brasileiro no interior do estado do Rio Grande do Norte, situado na Região Nordeste do país. Localiza-se a oeste da capital do estado, distando desta cerca de 210 km.
Ocupa uma área de pouco mais de 1 300 quilômetros quadrados, sendo o quarto maior município potiguar em território, e sua população no ano de 2021 era de 58.743 habitantes, segundo o Instituto Brasileiro de Geografia e Estatística, sendo então o nono mais populoso do estado e primeiro de sua microrregião.
O município foi criado por Ordem Régia no dia 22 de julho de 1766, recebendo então o nome de "Vila Nova da Princesa", ganhando foros de cidade anos depois, no dia 16 de outubro de 1845 através da Lei provincial n.° 124, herdando o nome de "Açu".

## Toponímia
O nome "Assu" tem origem no termo "Taba-açu" (que significa "Aldeia Grande") usado para designar essa parte do território, então região de vida de população autóctone janduís, reunida dentro do grande grupo étnico tapuia.
De acordo com as atuais regras de ortografia da língua portuguesa, a grafia correta é Açu, pois prescreve-se o uso da letra "ç" para palavras de origem tupi, bem como não se acentuam oxítonas terminadas em u (a exceção de palavras terminadas com u onde esta vogal encontra-se sozinha na sílaba). Ao longo dos anos, a grafia foi alterada para Assu e finalmente para Açu. Esse forma, com a grafia correta, é a utilizada pelos órgãos federais, como o IBGE, para se referir ao município. Do mesmo vocábulo vem açuense, que é o natural do município. Contudo, a Prefeitura da cidade utiliza em documentos oficiais o termo Assu e, às vezes, Assú.

## História
Até meados do século XVIII, a terra rica em lavoura e pecuária do vale do rio Açu era habitada pelos janduís, nome do chefe indígena que se estendeu à tribo. Nessa época, os portugueses já haviam começado a explorar os potenciais da região, gerando amplo conflito de interesses com os índios. O homem branco partia para a criação bovina, enquanto os janduís consideravam legítima a caça ao gado.
Devido à intensidade das lutas entre brancos e índios, um grande conflito, conhecido como a Guerra dos Bárbaros, marcou a década compreendida entre 1687 a 1697.
Em 1696, Bernardo Vieira de Melo, então governador da Capitania do Rio Grande, colocou-se à frente de uma pequena expedição e fundou à margem esquerda do rio Açu (ou Piranhas) o Arraial de Nossa Senhora dos Prazeres, ponto de reforço para a conquista do sertão. Bernardo Vieira instalou-se com seus soldados no novo arraial, iniciando o aldeamento dos índios e assegurando o estabelecimento dos colonos. Surgiu daí o povoado conhecido como São João Batista da Ribeira do Céu.
A pecuária pode retomar seu crescimento ao final dos conflitos, desenvolvendo-se rapidamente e tornando-se importante atividade econômica. Nesse período, as oficinas de carne seca e a indústria de extração da cera de carnaúba representavam a base da economia da região.
O município foi criado por Ordem Régia em 22 de julho de 1766. Inicialmente foi denominado de Vila Nova da Princesa, em homenagem à princesa Dona Carlota Joaquina de Bourbon, que se casou com D. João VI em abril de 1785.
A Lei Provincial nº 124, de 16 de outubro de 1845, concedeu à Vila Nova da Princesa foros de cidade com o nome de Açu. O nome Açu tem origem na expressão tupi taba-açu, que significa aldeia grande, uma área de agrupamento de índios guerreiros da região.

## Geografia
O município de Açu está localizado no estado do Rio Grande do Norte, na Mesorregião do Oeste Potiguar e Microrregião do Vale do Açu. Os municípios limítrofes são: Serra do Mel, Carnaubais, Mossoró, Upanema, Paraú, Jucurutu, São Rafael, Itajá, Ipanguaçu, Afonso Bezerra e Alto do Rodrigues.
De acordo com o IDEMA, predominam dois tipos de solo na área do município: litólicos eutróficos e bruno não cálcico. Sua aptidão para a atividade agrícola é regular e restrita para pastagem natural. Nas áreas correspondentes a bruno não cálcico, as terras são aptas para culturas especiais de ciclo longo (algodão arbóreo, sisal, caju e coco). Na parte centro / norte as terras são indicadas para preservação da fauna e flora ou para recreação. No atual Sistema Brasileiro de Classificação de Solos são encontrados no município, principalmente os latossolos, argissolos, chernossolos e neossolos.
Açu possui clima semiárido (Bsh na classificação climática de Köppen-Geiger), quente e seco na maior parte do ano, com índice pluviométrico de 585 milímetros (mm) anuais, concentrados entre os meses de fevereiro e maio. Segundo dados da Empresa de Pesquisa Agropecuária do Rio Grande do Norte (EMPARN), que possui dados pluviométricos de Assu desde 1910, o maior acumulado já registrado em 24 horas na cidade foi atingiu 163 mm em 16 de março de 1999. O recorde de mês mais chuvoso da série histórica pertence a abril de 1974, com 453,2 mm.
| Dados climatológicos para Assú (1911-2020) | Dados climatológicos para Assú (1911-2020) | Dados climatológicos para Assú (1911-2020) | Dados climatológicos para Assú (1911-2020) | Dados climatológicos para Assú (1911-2020) | Dados climatológicos para Assú (1911-2020) | Dados climatológicos para Assú (1911-2020) | Dados climatológicos para Assú (1911-2020) | Dados climatológicos para Assú (1911-2020) | Dados climatológicos para Assú (1911-2020) | Dados climatológicos para Assú (1911-2020) | Dados climatológicos para Assú (1911-2020) | Dados climatológicos para Assú (1911-2020) | Dados climatológicos para Assú (1911-2020) |
| Mês                                        | Jan                                        | Fev                                        | Mar                                        | Abr                                        | Mai                                        | Jun                                        | Jul                                        | Ago                                        | Set                                        | Out                                        | Nov                                        | Dez                                        | Ano                                        |
| ------------------------------------------ | ------------------------------------------ | ------------------------------------------ | ------------------------------------------ | ------------------------------------------ | ------------------------------------------ | ------------------------------------------ | ------------------------------------------ | ------------------------------------------ | ------------------------------------------ | ------------------------------------------ | ------------------------------------------ | ------------------------------------------ | ------------------------------------------ |
| Chuva (mm)                                 | 47,3                                       | 85,1                                       | 137,7                                      | 130,8                                      | 93,2                                       | 41,8                                       | 19,2                                       | 7                                          | 2,6                                        | 2,2                                        | 3,8                                        | 14,9                                       | 585,6                                      |

### Hidrografia
- Rio Açu
- Açude de Mendubim
- Lagoa do Piató
- Gruta dos Pingos
- Rio Panon (temporário)

## Demografia

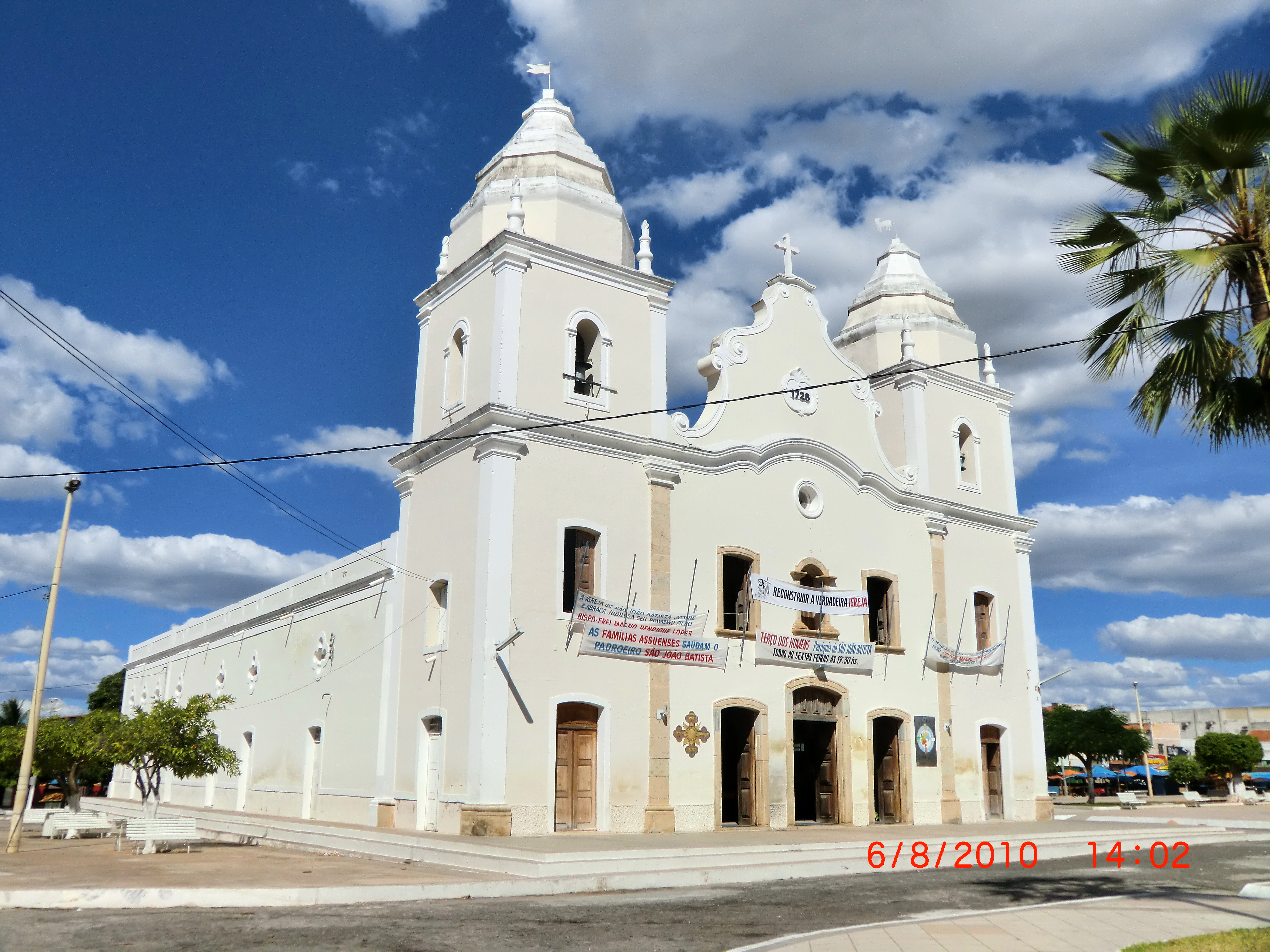
Igreja Matriz de São João Batista

Em 2010, a população do município foi contada pelo Instituto Brasileiro de Geografia e Estatística (IBGE) em 53 227 habitantes. Segundo o censo daquele ano, 26 141 habitantes eram homens e 27 086 habitantes mulheres. Ainda segundo o mesmo censo, 39 359 habitantes viviam na zona urbana e 13 868 na zona rural. Já segundo estatísticas divulgadas em 2014, a população municipal era de 56 829 habitantes, sendo o oitavo mais populoso do estado. Da população total em 2010, 13 610 habitantes (25,57%) tinham menos de 15 anos de idade, 35 897 habitantes (67,44%) tinham de 15 a 64 anos e 3 720 pessoas (6,99%) possuíam mais de 65 anos, sendo que a esperança de vida ao nascer era de 72,7 anos e a taxa de fecundidade total por mulher era de 2,5.
Em 2010, a população era composta por 18 737 brancos (35,20%), 4 112 negros (7,73%), 811 amarelos (1,52%), 29 519 pardos (55,46%) e 41 indígenas (0,09%). Considerando-se a região de nascimento, 52 695 eram nascidos no Nordeste (99,00%), 10 na Região Norte (0,02%), 42 no Centro-Oeste (0,08%), 297 no Sudeste (0,56%) e 54 no Sul (0,10%). 50 732 habitantes eram naturais do Rio Grande do Norte (95,31%) e, desse total, 39 664 eram nascidos em Açu (74,52%). Entre os naturais de outras unidades da federação, São Paulo era o estado com maior presença, com 115 pessoas (0,22%), seguido por Rio de Janeiro, com 99 residentes (0,19%), e por Minas Gerais, com 83 habitantes residentes no município (0,16%).
O Índice de Desenvolvimento Humano Municipal (IDH-M) de Assu é considerado médio pelo Programa das Nações Unidas para o Desenvolvimento (PNUD), sendo que seu valor é de 0,661 (o 2870º maior do Brasil e o 18° maior do Rio Grande do Norte). Considerando-se apenas o índice de educação o valor é de 0,568, o valor do índice de longevidade é de 0,795 e o de renda é de 0,641. De 2000 a 2010, a proporção de pessoas com renda domiciliar per capita de até meio salário mínimo reduziu em 52,7%, e em 2010, 73,8% da população vivia acima da linha de pobreza, 14,4% encontrava-se na linha da pobreza e 8,8% estava abaixo e o coeficiente de Gini, que mede a desigualdade social, era de 0,539, sendo que 1,00 é o pior número e 0,00 é o melhor. A participação dos 20% da população mais rica da cidade no rendimento total municipal em 2010 era de 57,5%, ou seja, 15,9 vezes superior à dos 20% mais pobres, que era de 3,6%.

### Religião
De acordo com dados do censo de 2010 realizado pelo IBGE, a população municipal está composta por: 41 113 católicos romanos (77,24%), 6 855 evangélicos (12,88%), 3 687 pessoas sem religião (6,93%) e os 2,95% restantes estão divididos entre outras religiões. O município é subordinado à Diocese de Santa Luzia de Mossoró e possui duas paróquias: São João Batista (padroeiro) e da Bem Aventurada Lindalva e São Cristóvão.

## Economia
Segundo dados do IBGE, o PIB total de Açu era, em 2012, de R$ 566 268, sendo então o décimo maior do estado. A economia do município pode ser dividida em três setores diferentes: o primário, o secundário e o terciário. Destes, o setor que rende mais no produto interno bruto municipal é o terciário, seguido pelo setor secundário. Enquanto isso, o setor primário é o que rende menos. A renda per capita era de R$ 10 480,24. Além disso, 36 405 mil reais são de impostos líquidos a preços correntes.
De todo o PIB em geral, 319 456 mil reais estão destinados a este setor. Segundo o IBGE, em 2013 o município possuía um rebanho de 20 198 bovinos, 12 799 caprinos, 641 equinos, 21 112 ovinos, 967 suínos, 2 423 vacas ordenhadas e 12 221 galináceos. No mesmo ano, o município produziu 2 653 mil litros de leite, 57 mil dúzias de ovos de galinha, 508 quilos de mel de abelha e, na aquicultura, 2 416 mil quilos de tucunaré. Na lavoura permanente, Açu produz banana, caju, coco, mamão e manga. Já na lavoura temporária, são produzidos algodão, batata-doce, feijão, melancia, melão, milho e tomate.
O setor secundário é o segundo mais relevante para a economia do município. 198 455 mil reais do PIB municipal são do valor adicionado bruto da indústria. O setor terciário é o mais relevante para a economia do município. A prestação de serviços rende 319 456 mil reais ao PIB de Açu, sendo, portanto, o setor que atualmente é a maior fonte geradora do PIB municipal. De acordo com o IBGE, o município possuía, no ano de 2013, 1 177 unidades locais, sendo 1 152 atuantes e 15 524 trabalhadores, sendo 8 376 do tipo pessoal ocupado total e 7 148 ocupados assalariados. Salários juntamente com outras remunerações somavam 97 811 mil reais e o salário médio mensal de todo o município era de 1,6 salários mínimos, valor semelhante ou igual a outros municípios da região, como Ipanguaçu e Carnaubais.

### Atrações e destaques
- Chapada do Palheiro
- Trilhas pelas grutas e cavernas da Lagoa do Piató
- Delta do Rio Açu
- Carnaubais
- Monumentos históricos
- Artesanato (palha de carnaúba, bordados, macramé, pintura em tela, ponto de cruz, fuxico, tapeçaria, cerâmica, vagonite, madeira, reciclagem de jornal).
- Lagoa do Piató, que já foi o principal eixo da economia do Vale do Açu, deixou de receber água do rio Piranhas/Açu com a conclusão da Barragem Engenheiro Armando Ribeiro Gonçalves, em 1983, no município de Assu.
- Barragem Armando Ribeiro Gonçalves, foi construída pelo DNOCS, forma o Açude Açu, o segundo maior reservatório de água construído pelo DNOCS, com capacidade de 2,4 bilhões de metros cúbicos. Está localizada no Rio Piranhas (também chamado Rio Açu), 6 km a montante da cidade de Açu, no Rio Grande do Norte.
- Comunidade Mendubim, ao redor do Açude Mendubim.
- Praça São João Batista, já foi a mais bela praça do Rio Grande do Norte, foi perdendo a sua 'importância' aos poucos por falta de investimentos; mas ainda é um grande ponto de encontro dos jovens da cidade. É lá que ocorre o Mais Antigo São João do Mundo, organizado pela prefeitura da cidade.

## Educação
O município possui 47 escolas de Ensino Fundamental com 406 docentes e 10.496 alunos, 33 de ensino pré-escolar com 55 docentes e alunos 1.318 e 6 de Ensino Médio com 104 docentes e 2.888 alunos.

### Ensino Superior
- Universidade Cesumar (Unicesumar)
- Universidade Estadual do Rio Grande do Norte (UERN)
- Universidade para o Desenvolvimento do Pantanal e da Região do Mato Grosso (UNIDERP)
- Faculdade Católica Nossa Senhora das Vitórias (FCNSV)

## Esporte

### Futebol
A Associação Sportiva Sociedade Unida (ASSÚ) é o único time profissional do município, fundado em 10 de janeiro de 2002.
Conta com um estádio de futebol, o Edgar Borges Montenegro, de propriedade da Liga Desportiva Açuense.